# Américo Lopes
Pour les articles homonymes, voir Lopes.
Américo Ferreira Lopes, dit Américo, est un footballeur portugais né le 6 mars 1933 à Santa Maria da Feira et mort le 22 septembre 2023. Il évolue au poste de gardien de but.

## Biographie
Passant toute sa carrière au FC Porto, il y remporte un championnat en 1959, et une Coupe du Portugal en 1968.
Il est sélectionné 15 fois en équipe du Portugal. Présélectionné pour la Coupe du monde 1966, il ne joue toutefois aucun match lors de ce tournoi.

## Carrière
- 1958-1969 :  FC Porto

## Palmarès

### En club
Avec le FC Porto :
- Champion du Portugal en 1959
- Vainqueur de la Coupe du Portugal en 1968

### En sélection
- Troisième de la Coupe du monde en 1966